# ماثيو ريدجواي
ماثيو بنكر ريدجواي (بالإنجليزية: Matthew Ridgway)‏ (3 مارس 1895 - 26 يوليو 1993) كان ضابط كبير في جيش الولايات المتحدة وشغل منصب رئيس أركان جيش الولايات المتحدة بين عامي 1953-1955.

## روابط خارجية
- ماثيو ريدجواي على موقع الموسوعة البريطانية (الإنجليزية)
- ماثيو ريدجواي على موقع مونزينجر (الألمانية)

- Matthew B. Ridgway Collection U.S. Army Heritage and Education Center, Carlisle, Pennsylvania
- General Matthew B. Ridgway: a commander's maturation of operational art (2011, PDF, 66 pages)